# Épinay-sur-Duclair
Épinay-sur-Duclair es una comuna francesa situada en el departamento de Sena Marítimo, en la región Normandía.

## Demografía
| 234 | 219 | 229 | 265 | 322 | 386 | 519 |
| Para los censos de 1962 a 1999 la población legal corresponde a la población sin duplicidades (Fuente: INSEE [Consultar]) |     |     |     |     |     |     |